# Double Invertor
Double Invertor was een spin 'n puke-attractie in attractiepark Six Flags Holland (nu Walibi Holland).
Double Invertor is gebouwd in 2000 door Chance Rides en had twee armen. Per arm zijn er 6 rijen van 4 stoelen aanwezig in de cabine.

## Verhuizing
De attractie opende in Six Flags Holland, maar hier werd in 2004 besloten dat de attractie niet bij de nieuwe doelgroep paste. Hierdoor werd de attractie verplaatst naar Walibi Rhône-Alpes. De attractie opende in 2005 onder de naam Le Tomahawk en had een arm. Daar draaide de attractie zijn laatste rondjes in 2013.
Afbeeldingen · Lijst van attracties